# Объединённая рабочая партия (Доминика)
Объединённая рабочая партия, или Объединённая партия трудящихся, (англ. United Workers Party) — центристская политическая партия в Доминике, одна из двух основных партий страны. 

## История
Объединённая рабочая партия (ОРП) была основана в 1988 году Эдисоном Джеймсом, Джулиусом Тимоти, Норрисом Прево, Деннисом Ла Басье и другими. На выборах 1990 года партия получила 6 из 21 места и стала официальной Оппозицией в Палате собраний. На следующих выборах 1995 году партия получила 11 мест и сформировала своё первое правительство во главе с Эдисоном Джеймсом в качестве премьер-министра.
На выборах 31 января 2000 года партия набрала 43,3% голосов избирателей и получила 9 из 21 избираемых депутатов парламента. Хотя ОРП набрала наибольшее количество голосов, она получила меньше мест, чем Лейбористская партия Доминики. Таким образом, партия вновь перешла в оппозицию. Джеймс продолжал возглавлять партию, которая развернула жёсткую кампанию на выборах 5 мая 2005 года, но потеряла 1 место и осталась в оппозиции.
В декабре 2005 года Джеймс ушёл с поста лидера партии и на его место был избран прокурор Эрлом Уильямсом, который служил министром связи и общественных работ в последней администрации ОРП. Уильямс опередил члена-основателя, а затем заместителя лидера Юлиуса Тимоти, который также добивался лидерства в партии. В результате Тимоти, министр финансов при правительстве ОРП, покинул партию и перешёл в правительственную фракцию Лейбористской партии. Это привело к сокращению Оппозиции ОРП до семи мест в парламенте.
На выборах, состоявшихся в декабре 2009 года, партия потеряла четыре из семи мест, включая место лидера партии Рональда Грина. Впоследствии ОРП подала иск в Высокий суд Розо, оспаривая результаты пяти округов, в том числе премьер-министра Рузвельта Скеррита, и требуя новых всеобщих выборов; в ожидании результатов три члена ОРП бойкотировали парламент. После того, как два члена ОРП не присутствовали на трёх заседаниях подряд, спикер Палаты собраний Аликс Бойд Найтс объявил их места вакантными в апреле, и на 9 июля 2010 года были назначены дополнительные выборы. Оба члена ОРП баллотировались на них и вновь получили свои места, выступив против тех же кандидатов, с которыми они столкнулись на выборах 2009 года.
Член ОРП Гектор Джон был приведён к присяге в качестве лидера Оппозиции 19 июля 2010 года. Четыре из шести юридических петиций ОРП были отклонены в августе 2010 года. Впоследствии ОРП прекратили бойкот парламента, сославшись на заявление президента о выделении средств на реформу выборов. В 2020 году бывшая сенатор от ОРП Тахира Бланшар возглавила новую Альтернативную народную партию.

## Участие в парламентских выборах
| Год  | Лидер партии   | Голосов | %      | Мест     | +/– | Положение | Правительство                 |
| ---- | -------------- | ------- | ------ | -------- | --- | --------- | ----------------------------- |
| 1990 | Эдисон Джеймс  | 8 979   | 26,9%  | 6 из 21  | ▲ 6 | ▲ 2       | Оппозиция                     |
| 1995 | Эдисон Джеймс  | 12 777  | 34,4%  | 11 из 21 | ▲ 5 | ▲ 1       | Правительственное большинство |
| 2000 | Эдисон Джеймс  | 15, 555 | 43,4%  | 9 из 21  | ▼ 2 | ▼ 2       | Оппозиция                     |
| 2005 | Эдисон Джеймс  | 16 529  | 43,60% | 8 из 21  | ▼ 1 | ▬ 2       | Оппозиция                     |
| 2009 | Эрл Уильямс    | 12 606  | 34,73% | 3 из 21  | ▼ 5 | ▬ 2       | Оппозиция                     |
| 2014 | Леннокс Линтон | 17 479  | 42,92% | 6 из 21  | ▲ 3 | ▬ 2       | Оппозиция                     |
| 2019 | Леннокс Линтон | 16 161  | 40,71% | 3 из 21  | ▼ 3 | ▬ 2       | Оппозиция                     |